# 顧汝章

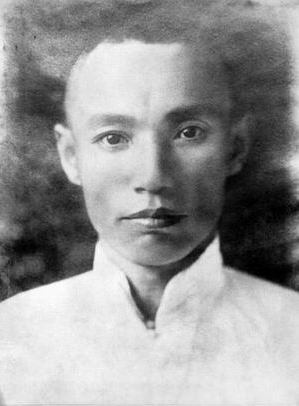
顧汝章

顧汝章（こ じょしょう、1894年 － 1952年）は、少林拳と鉄砂掌功の武術家。
中国江蘇省阜寧（ぶれい）県の出身。幼少より父に武術を学ぶ。父の顧利之（りし）は、潭腿の名手で鏢局を開設していた。
その後、厳継蘊（げんけいうん）より少林拳と鉄砂掌功を学ぶ。厳の祖父は嵩山少林寺で武術を修行後、山東省肥城県において済東鏢局を開設した。厳は、祖父の武術と鏢局を受け継ぐ。
1928年、南京中央国術館に教師として迎えられた。その後広州の両広国術館（館長・万頼声）の教師、1932年には湖南省国術館の総教練となる。1952年に貴州に行きその地で死去。